# Santa Marina Salina
Santa Marina Salina é uma comuna italiana da região da Sicília, província de Messina, com cerca de 807 habitantes. Estende-se por uma área de 8 km², tendo uma densidade populacional de 101 hab/km². Faz fronteira com as comunas de Leni, Malfa, com as quais forma a ilha de Salina no arquipélago das Ilhas Eólias.

## Demografia
| Variação demográfica do município entre 1861 e 2011                               |
|                                                                                   |
| Fonte: Istituto Nazionale di Statistica (ISTAT) - Elaboração gráfica da Wikipedia |